# Gelblicher Luzernespanner

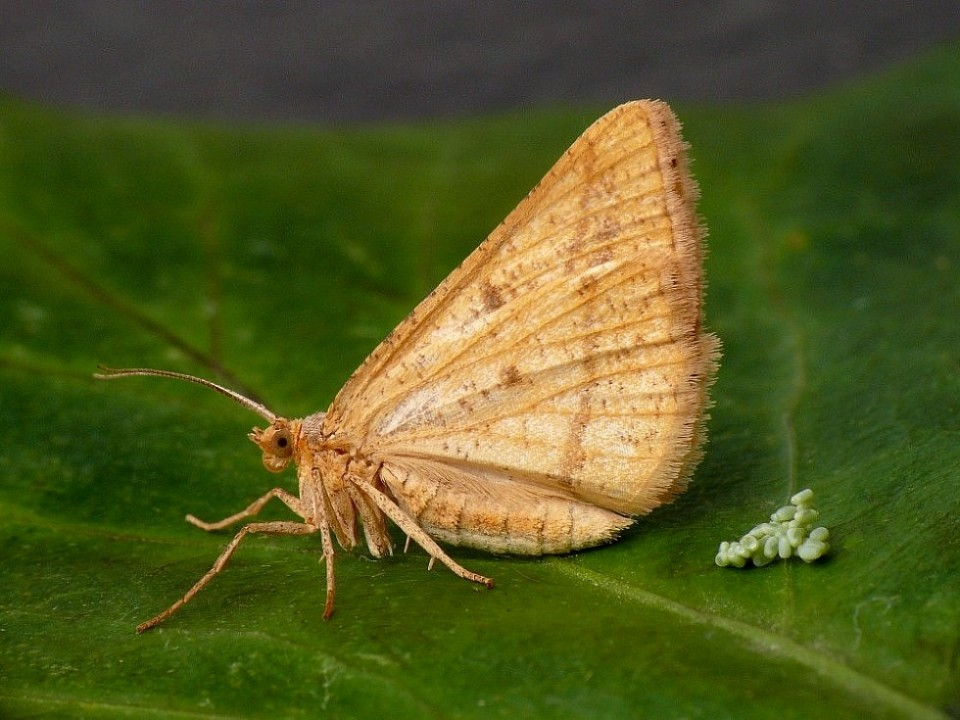
Unterseite eines Weibchens nach der Eiablage

Der Gelbliche Luzernespanner (Isturgia arenacearia, Syn.: Thephrina arenacearia) ist ein Schmetterling aus der Familie der Spanner (Geometridae). Der Artname leitet sich vom lateinischen Wort arenaceus mit der Bedeutung „sandig oder sandfarben“ ab und bezieht sich auf die Färbung der Falter.

## Merkmale

### Falter
Die Flügelspannweite der Falter beträgt 21 bis 27 Millimeter. Zwischen den Geschlechtern besteht kein Sexualdimorphismus. Die Grundfarbe der Vorderflügeloberseiten variiert von Ocker über Honiggelb bis zu Orangebraun. Die Submarginalregion hat eine nussbraune bis rotbraune Farbe. Vom dunkelbraunen Diskoidalfleck bis zum Innenrand verläuft eine undeutliche bräunliche Linie. Auf der cremefarbenen Hinterflügeloberseite hebt sich eine braune äußere Querlinie ab. Sämtliche Flügelunterseiten sind sandfarben, zeigen eine dünne,  durchgehende braune äußere Querlinie und schwach ausgebildete Diskoidalflecke.

### Raupe
Ausgewachsene Raupen haben eine gelbgrüne Farbe, dünne weißliche Längslinien, einen dunkelgrün gesäumten weißlichen bis gelblichen Seitenstreifen sowie zwei breite braune Längsstreifen an der äußeren Kopfkapsel.

### Ähnliche Arten
Die Grundfarbe des zeichnungsähnlichen Mausgrauen Esparsettenspanners (Isturgia murinaria) tendiert auf den Flügeloberseiten überwiegend zu hellgrauen bis braungrauen Tönungen.

## Verbreitung und Lebensraum

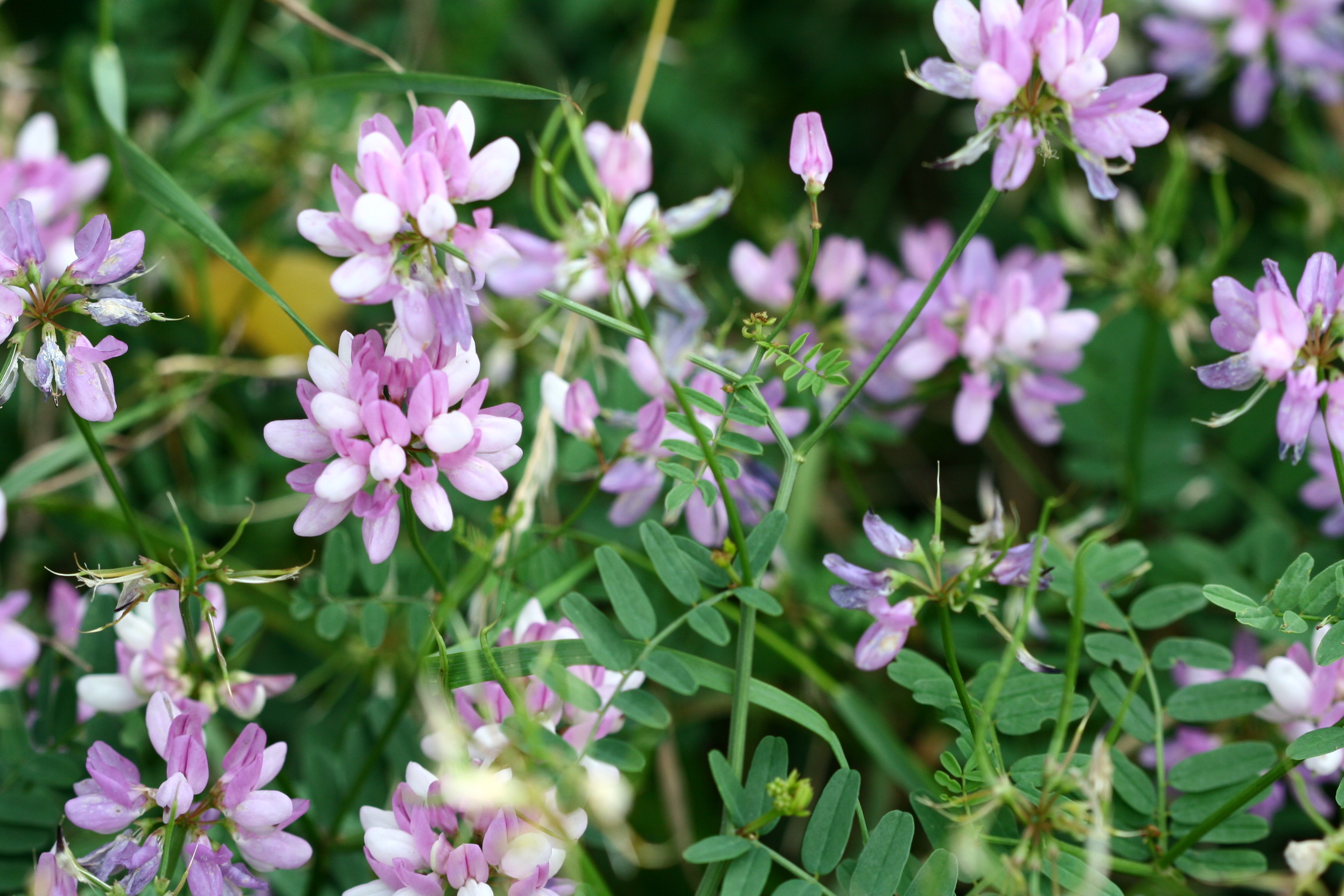
Bunte Kronwicke, die Hauptnahrungspflanze der Raupen

Das Verbreitungsgebiet des Gelblichen Luzernespanners erstreckt sich von Ostasien durch die gemäßigte Zone bis nach Europa. Die Art hat sich erst Mitte des 20. Jahrhunderts entlang der Südalpenkette über Südtirol und die Südschweiz nach Westen ausgebreitet. In Deutschland wurden Anfang des 21. Jahrhunderts Beobachtungen aus dem Erzgebirge und der Oberlausitz gemeldet. Hauptlebensraum sind warme und trockene Regionen, beispielsweise Steppen und Heiden.

## Lebensweise
Die Falter sind überwiegend nachtaktiv und fliegen in zwei aneinander anschließenden Generationen zwischen April und Oktober. Nachts erscheinen sie an künstlichen Lichtquellen. Die Raupen ernähren sich von den Blättern von Schmetterlingsblütlern (Faboideae), in erster Linie von der Bunten Kronwicke (Securigera varia). Regional wird die Luzerne (Medicago sativa) als Nahrungspflanze bevorzugt. So gilt der Gelbliche Luzernespanner in einigen Ländern Südeuropas als Schädling im Luzerneanbau. Die Art überwintert im Puppenstadium.